# 19954 Shigeyoshi
19954 Shigeyoshi este o planetă minoră (asteroid) din centura de asteroizi. A fost descoperită pe 14 noiembrie 1982 la Kiso Observatory⁠(d) de Hiroki Kosai⁠(d). 
Obiectul prezintă o orbită caracterizată de o semiaxă mare de 2,2906143 UAi, o excentricitate de 0,14, o înclinație de 6,532 ° în raport cu ecliptica.